# Хассен Габсі
Хассен Габсі (араб. حسان القابسي, *нар. 23 лютого 1974, Туніс) — туніський футболіст, що грав на позиції нападника.
Виступав, зокрема, за клуби «Есперанс» та «Дженоа», а також національну збірну Тунісу.

## Клубна кар'єра
У дорослому футболі дебютував 1994 року виступами за команду клубу «Есперанс», в якій провів сім сезонів, взявши участь у 17 матчах чемпіонату. 
Своєю грою за цю команду привернув увагу представників тренерського штабу клубу «Дженоа», до складу якого приєднався 2001 року. Відіграв за генуезький клуб наступні два сезони своєї ігрової кар'єри.
Завершив професійну ігрову кар'єру у клубі «Есперанс», у складі якого вже виступав раніше. Прийшов до команди 2003 року, захищав її кольори до припинення виступів на професійному рівні у 2004 році.

## Виступи за збірну
У 1997 році дебютував в офіційних матчах у складі національної збірної Тунісу. Протягом кар'єри у національній команді, яка тривала 6 років, провів у формі головної команди країни 53 матчі, забивши 12 голів.
У складі збірної був учасником Кубка африканських націй 1998 року у Буркіна Фасо, Кубка африканських націй 2000 року у Гані та Нігерії, чемпіонату світу 2002 року в Японії і Південній Кореї, Кубка африканських націй 2002 року у Малі.